# Emilie de Villeneuve
 Emilie de Villeneuve fundou a Congregação de Nossa Senhora da Imaculada Conceição de Castres em 1836. Atualmente esta congregação conta com quinhentas religiosas e implantação em 18 países, onde exerce atividades missionárias nas áreas pastoral, social, educacional e de saúde, que inclui  colégios, centros socioeducativos, casas de formação. Também presta serviço em hospitais e a famílias desfavorecidas. Em Roma possui uma Casa de Hospedagem para acolhida de peregrinos.

## Biografia

### Primeiros passos
Emilie de Villeneuve era neta do Conde de Villeneuve e terceira dos quatro filhos do Marquês de Villeneuve e de Rosalie d’Avessens. Os primeiros anos de sua vida transcorreram no castelo de Hauterive[desambiguação necessária], na proximidade de Castres, onde sua mãe teve que retirar-se por causa de seu delicado estado de saúde. Com a idade de 14 anos,  Emilie de Villeneuve perde sua mãe, e três anos depois sua irmã Octavie. Estes fatos trágicos marcaram sua existência, bem como o contato que mantinha com o padre jesuíta Le Blanc, a quem transmite as preocupações sociais que sentia (entre as quais se destaca a miséria que via a seu redor, no contexto histórico dos primeiros albores da revolução industrial).

### Vocação e fundação da Congregação
Após a morte de sua mãe, a vida da família de  Emilie de Villeneuve transcorre entre Hauterive e Toulouse, onde a avó assume a educação de seus netos. Aos 19 anos, Jeanne Emilie de Villeneuve muda definitivamente para Hauterive com sua família, onde administra com êxito a vida familiar, aliviando assim, deste encargo, seu pai, prefeito de Castres (1826-1830).
Pouco depois, declara a seu pai sua vontade de entrar com as Filhas da Caridade. Este não aceita seu pedido e lhe propõe um prazo de reflexão que durará quatro anos. No final desse prazo, e com a aprovação do bispo,  Emilie de Villeneuve decide fundar, com duas companheiras, a Congregação das Irmãs de Nossa Senhora da Imaculada Conceição de Castres (8 de dezembro de 1836), denominadas popularmente irmãs azuis por causa da cor do hábito.
Entre os princípios diretivos desta Congregação, se destacam dois: "Deus só" e "Servir aos pobres". A austeridade e a preocupação social pelos menos favorecidos da sociedade serão os eixos principais da ação social e religiosa desta Congregação.
A partir de um humilde local na região de Castres, ajuda as jovens da classe social menos favorecida, operários, presos e doentes. O número de irmãs da Congregação aumenta, e seu horizonte se amplia, da França ao Senegal, Gambia e Gabão, para onde vão as primeiras Irmãs Missionárias, ainda durante a vida de  Emilie de Villeneuve. Em 1853, Emilie de Villeneuve pede de ser substituída como Guia da Congregação, conseguindo que esta tarefa seja confiada à Irmã Hélène Delmas. Escreve, por isso, às suas Irmãs Missionárias "Após as eleições, tenho o consolo de poder dedicar-me mais ao aspecto espiritual da Congregação".

### Falecimento
Em meados de 1854 uma epidemia de cólera e de febre assola o sul da França e seus efeitos atingem a cidade de Castres. Jeanne Emilie de Villeneuve morre no dia 2 de outubro de 1854 como consequência desta epidemia, rodeada do afeto das Irmãs de sua Congregação.

## Obra
Em 1836, Jeanne Emilie de Villeneuve fundou em Castres (França) a Congregação de Nossa Senhora da Imaculada Conceição de Castres. Sua forte vocação missionária se manifesta somente doze anos após a fundação da Congregação, no Senegal (1848).
Atualmente esta Congregação conta com escolas, hospitais e obras paroquiais e sociais, nos seguintes países (ordenados conforme o ano de Implantação): França (1836), Senegal (1848), Gambia (1848), Gabão (1849), Espanha (1903), Itália (1904), Brasil (1904), Argentina (1905), Paraguai (1939), Uruguai (1957), México (1982), Benin (1988), República Democrática do Congo (1990), Bolívia (1992), Venezuela (1996) e Filipinas (1997) Guiné Bissau (2010) Burkina Faso (2011).
Outros países onde em algum momento a Congregação esteve presente foram Portugal (1886-1910), Guiné Equatorial (1897-1918) e Camarões (1915-1916).

## Processo de beatificação
Os primeiros trâmites processuais que levaram à beatificação de Jeanne Emilie de Villeneuve se iniciaram em 1945. Após a promulgação oficial do Decreto Papal sobre a heroicidade das virtudes de Jeanne Emilie de Villeneuve (outubro de 1991), ela foi considerada venerável e se deu continuidade ao processo de beatificação. Para a beatificação de Jeanne Emilie de Villeneuve, foi aberto, na Congregação para a Causa dos Santos, o processo referente à cura de Binta Diaby.
Binta Diaby (Mamou, Guínea Conakry, 1º de janeiro de 1978), tendo sido repudiada por seu pai que supunha que ela estivesse grávida, tentou o suicídio, aos 19 anos, ingerindo soda cáustica, que provocou danos irreversíveis em diversos órgãos. Foi levada a Espanha, internada e operada com urgência. Entrou em coma e seu caso foi considerado, sob o ponto de vista clínico, em fase terminal. As Irmãs e Noviças da Congregação de Nossa Senhora da Imaculada Conceição de Castres, informadas por membros do hospital sobre a situação em que se encontrava Binta Diaby, fizeram uma novena a Jeanne Emilie de Villeneuve, pedindo sua cura, colocando uma relíquia na mão da doente. Ela foi curada inesperada e rapidamente e, atualmente, vive e trabalha em Barcelona.
Entre 16 de maio e 29 de outubro de 2003 foi realizado o processo diocesano pelo Arcebispado de Barcelona sobre a cura de Binta Diaby, presumidamente milagrosa. No dia 4 de fevereiro de 2005 foi reconhecido pela Congregação para a Causa dos Santos o processo apresentado pelo Tribunal de Barcelona.
No dia 16 de fevereiro de 2006, a Consulta Médica do Decastéreo reconheceu que a cura dos males provocados pela ingestão de soda cáustica, com as conseqüências pós-operatórias, foi rápida, completa e permanente, e inexplicável à luz dos conhecimentos atuais da medicina.
Nas sessões de 13 de junho de 2006 e de 26 de janeiro de 2007, o Congresso Particular de Consultores Teológicos, realizou uma pesquisa mais profunda sobre o processo de cura de Binta Diaby. No dia 6 de novembro de 2007 foi declarada positiva a cura milagrosa de Binta Diaby na Sessão Ordinária dos Cardeais e Bispos, sendo Ponente da Causa o Exmo. Senhor Lino Fumagali, Bispo de Sabina-Poggio Mirteto. No dia 17 de dezembro de 2007 o Papa Bento XVI autorizou a emissão do decreto sobre o milagre da cura de Binta Diaby, atribuído a Jeanne Emilie de Villeneuve.
Este processo será culminou no dia 5 de julho de 2009, quando Jeanne Emilie de Villeneuve foi beatificada em Castres (França), cuja cerimônia foi oficiada pelo Prefeito da Congregação para as Causas dos Santos, o Reverendíssimo Sr. Arcebispo D. Angelo Amato, S.D.B. (Molfetta, 8 de junho de 1938).